# Institut Valencià d'Art Modern

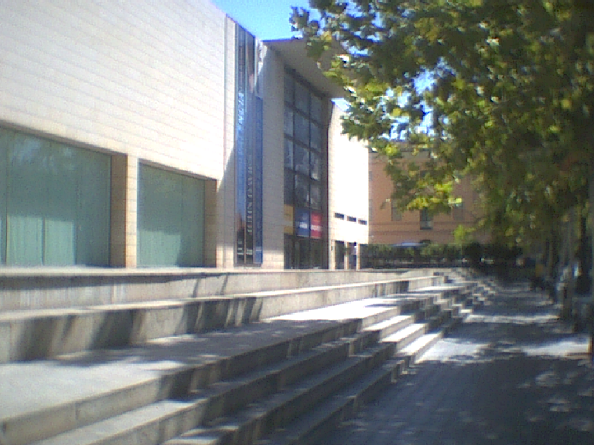
Het IVAM, Valencia

Het Institut Valencià d'Art Modern (IVAM), in het castiliaans Instituto Valenciano de Arte Moderno, is een museum en expositieruimte voor moderne en hedendaagse kunst dicht bij het historische centrum, in de wijk El Carmen van de stad València in de Spaanse autonome regio Land van València.

## Gebouwen
Het museumcomplex bestaat uit twee gebouwen:
- Centre Julio González uit 1989 voor de permanente expositie en voor wisselexposities, verdeeld over acht galerijen. De drie grootste galerijen beschikken elk over vijf expositiezalen. Er is een speciale ruimte voor beeldententoonstellingen.
- Sala de la Muralla uit 1991 voor wisselexposities.

Het museum, dat in 2010 in omvang verdubbelde, beschikt over een collectie van 11.000 kunstwerken (schilderijen, sculpturen en grafiek), waarvan 5000 foto's. Naast de permanente expositie, organiseert IVAM elk jaar zo'n twintig wisselexposities.

## Collecties
- De collectie Julio González met ruim 400 werken
- De collectie Ignacio Pinazo Camarlench (1849-1916)
- De collectie Miquel Navarro met 300 werken uit de periode 1964 tot 2005
- De collectie fotografische werken (5000 foto's)

## Fotogalerij

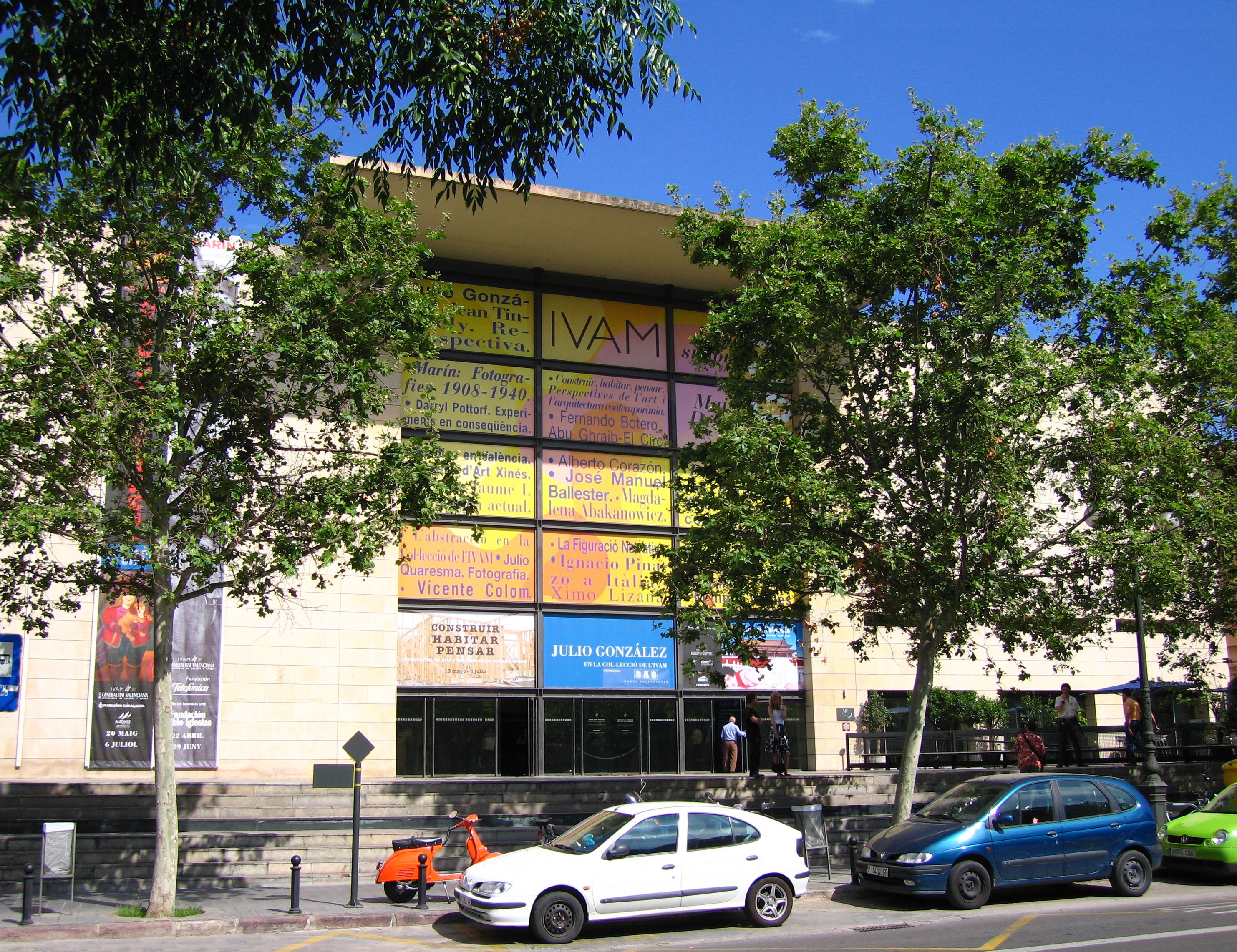
ingang IVAM
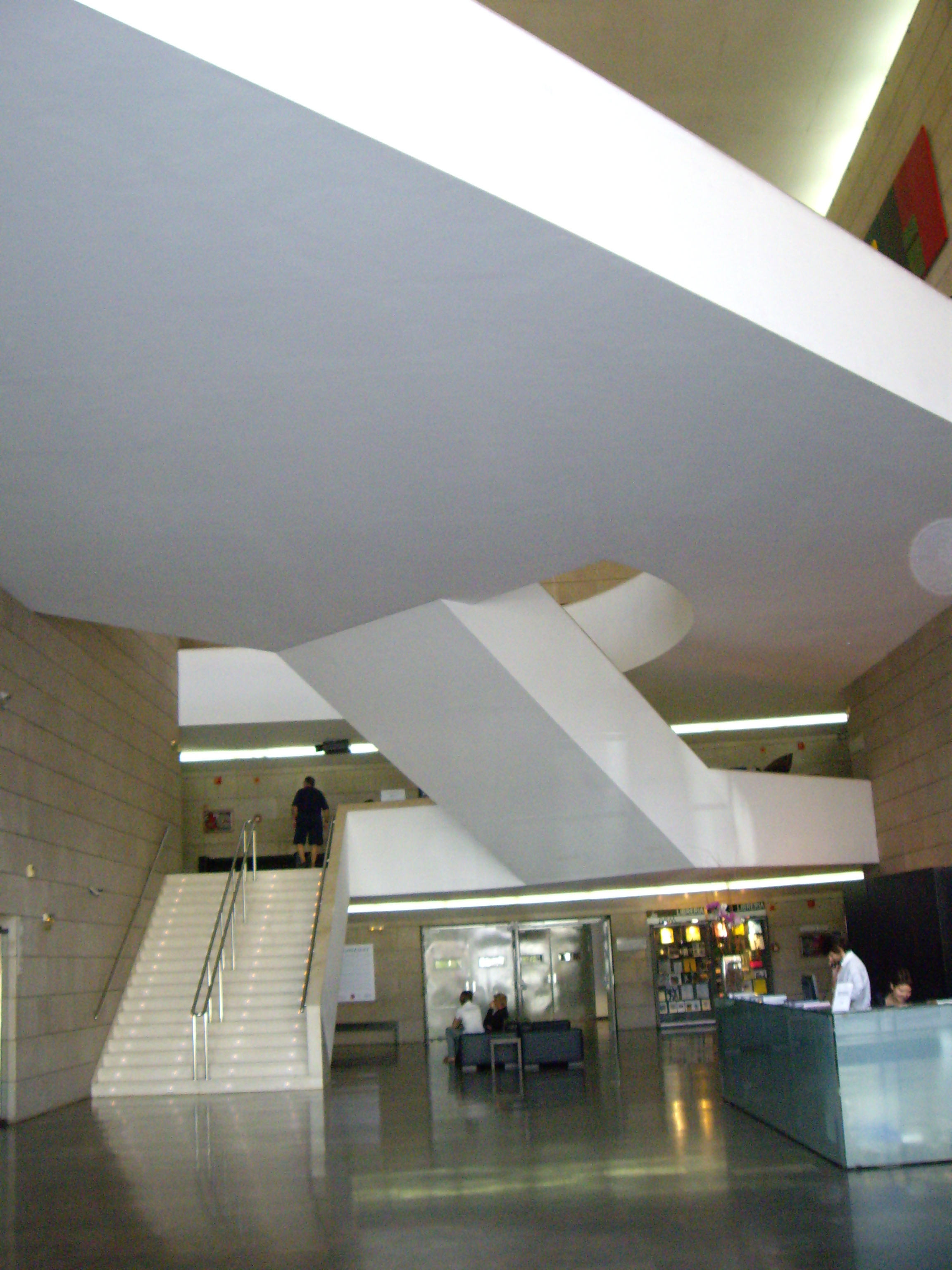
interieur IVAM
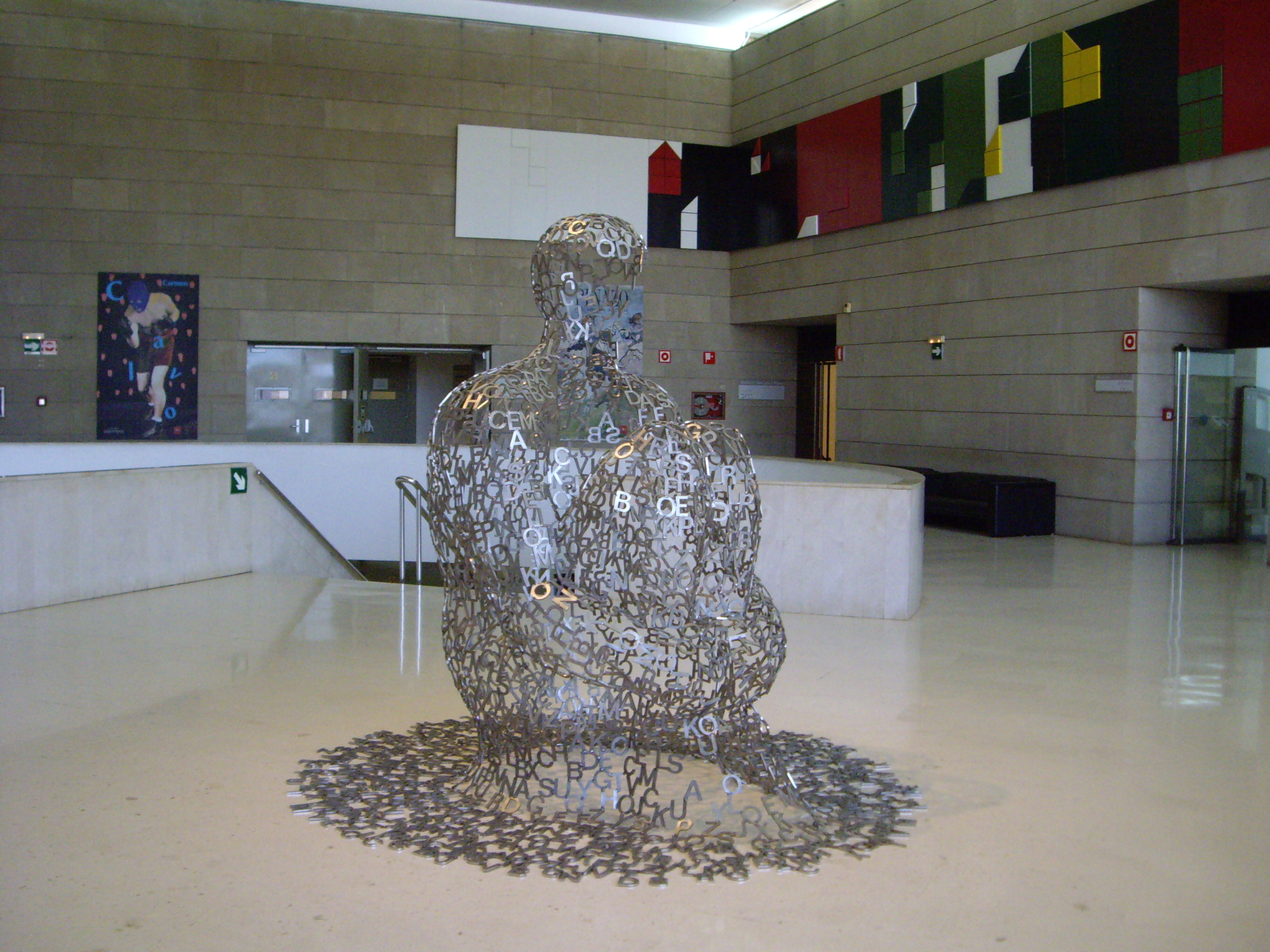
expositieruimte voor sculpturen
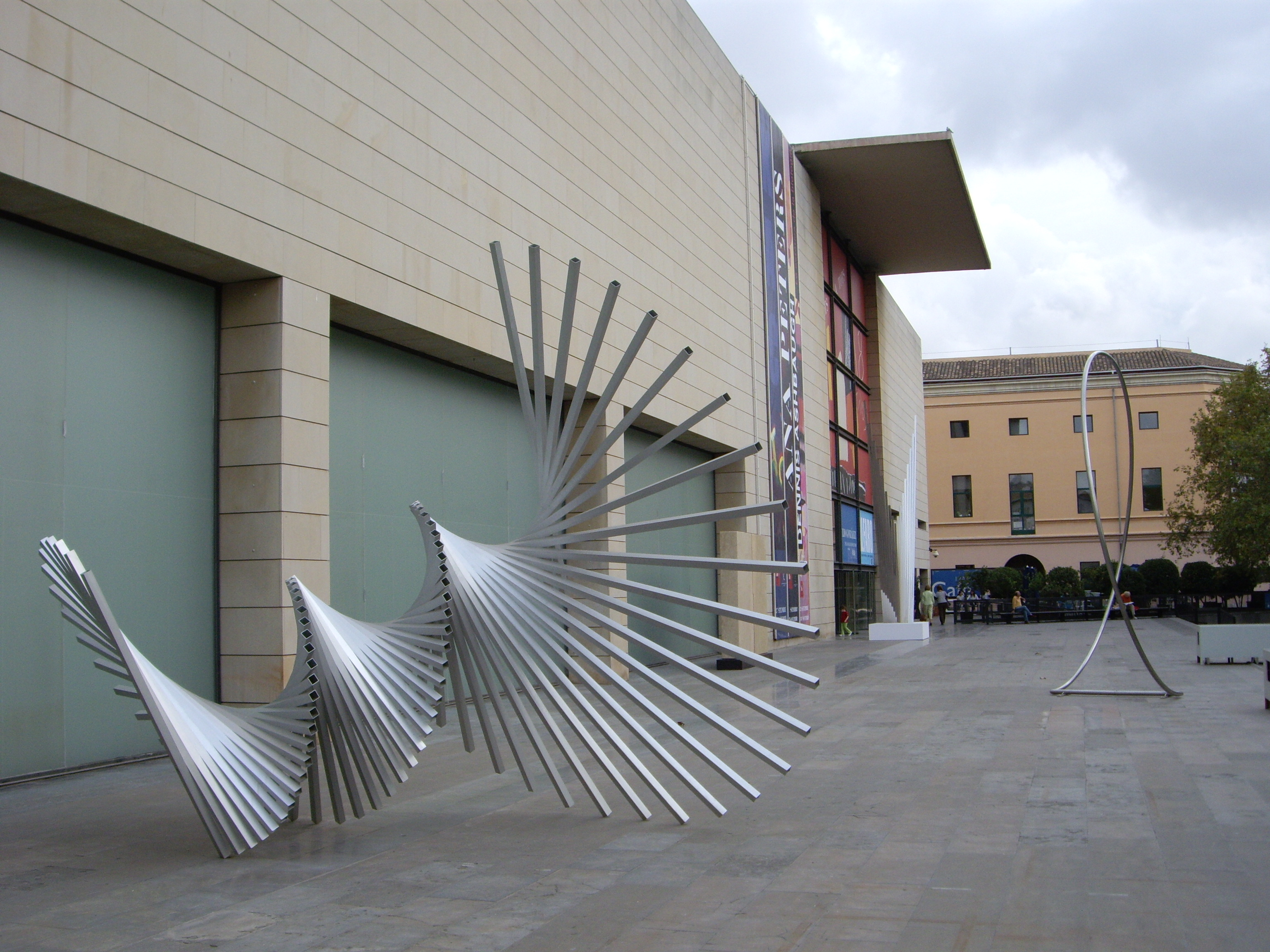
buitenexpositie